# 라이트 테이블 (소프트웨어)
라이트 테이블(Light Table)은 Chris Granger와 Robert Attorri가 개발한 통합 개발 환경이다. 즉각적인 실행, 디버깅, 문서 접근을 가능케 하는 실시간 피드백 기능을 제공한다. 즉각적인 피드백은 추상화 개발에 도움을 주도록 고안된 실행 환경을 제공한다.
킥스타터의 자금 지원을 받아 출발하였다.

## 같이 보기
- 문학적 프로그래밍